# Pleasantville (Nueva York)
Pleasantville es una villa situada en el municipio de Mount Pleasant, en el condado de Westchester, estado de Nueva York, Estados Unidos. Tiene una población estimada, a mediados de 2022, de 7305 habitantes.
En la localidad está el Jacob Burns Film Center, uno de los pocos cines que aún continúa realizando proyecciones en 35mm. La reapertura de la sala contribuyó a la revitalización de la localidad como un centro cultural.

## Geografía
La localidad está ubicada en las coordenadas 41°08′02″N 73°47′03″O / 41.13389, -73.78417 (41.134006, -73.78415). Según la Oficina del Censo, tiene una superficie total de 4.81 km², de la cual 4.80 km² corresponden a tierra firme y 0.01 km² están cubiertos de agua.

## Demografía
Según la estimación 2018-2022 de la Oficina del Censo, los ingresos medios de los hogares de la localidad son de $167,841 y los ingresos medios de las familias son de $229,682. Los ingresos per cápita en los últimos doce meses, medidos en dólares de 2022, son de $80,691. Alrededor del 5.1% de la población está por debajo de la línea de pobreza.